# Classe Mercy
La classe Mercy est une classe de deux navires-hôpitaux de la marine américaine. Ils sont construits dans les années 1970 comme pétroliers par la National Steel and Shipbuilding Company. Acquis par la Marine américaine puis convertis en navires-hôpitaux, ils entrent en service en 1986 et 1987.

## Caractéristiques
Ils sont opérés par la Military Sealift Command et sont conçus pour fournir des secours, des soins sur place pour les forces combattantes américaines, et également pour une utilisation dans le cadre d'opérations de secours en cas de catastrophe et d'opérations humanitaires. Chaque navire contient 12 salles d'opération entièrement équipées, un centre hospitalier de 1 000 lits, des services de radiologie médicale, d'analyses biologiques, de pharmacie, d'optométrie, de rééducation et réhabilitation, etc.

## Navires de la classe
- USNS Mercy (T-AH-19)
- USNS Comfort (T-AH-20)

## Crédits
- (en) Cet article est partiellement ou en totalité issu de l’article de Wikipédia en anglais intitulé « Mercy class hospital ship » (voir la liste des auteurs).